# Aeranthes robusta
Aeranthes robusta är en orkidéart som beskrevs av Karlheinz Senghas. Aeranthes robusta ingår i släktet Aeranthes och familjen orkidéer. Inga underarter finns listade i Catalogue of Life.